# FSV Optik Rathenow
FSV Optik Rathenow is een Duitse voetbalclub uit Rathenow, Brandenburg.

## Geschiedenis
De club werd in 1991 opgericht, maar voorlopers van de vereniging gaan terug tot 1906. In de jaren dertig fuseerden SpVgg 06 met TV Jahn tot VfL Rathenow. Na de Tweede Wereldoorlog werden alle Duitse clubs ontbonden. Oude leden van VfL richtten Verkehr Rathenow op. In 1950 werd dit een BSG onder de naam BSG Mechanik, dat in 1953 de naam BSG Motor aannam. Na de Duitse hereniging werd de club heropgerichtals SV Optik Rathenow. De voetbalafdeling maakte zich in 1991 zelfstandig onder de naam FSV Optik Rathenow.
De club begon in de Landesliga, toen de vijfde klasse en promoveerde twee keer op rij tot in de Oberliga. Na de herinvoering van de Regionalliga speelde de club nog twee jaar daar alvorens te degraderen naar de Oberliga. Hier speelde de club meestal in de middenmoot tot 2005 toen de club degradeerde. Na twee jaar promoveerde de club terug en eindigde sindsdien steevast in de subtop van de Oberliga. Door een derde plaats in 2012 en een competitie-uitbreiding speelde de club opnieuw in de Regionalliga vanaf 2012/13. Na twee seizoenen moest de club weer een stapje terug zetten. In de Oberliga werd de club kampioen en beperkte zo de afwezigheid in de Regionalliga tot één seizoen, maar in 2016 werden ze laatste waardoor er opnieuw een degradatie volgde. In 2018 promoveerde de club opnieuw en ontliep directe degradatie door de terugtrekking van FC Oberlausitz Neugersdorf. Na de Corona-pandemie degradeerde de club in 2022 meteen weer naar de Oberliga.

## Eindklasseringen vanaf 1969
| Seizoen            | Competitie                | Niveau | Eindstand | Pokal    | Opmerking                                                               |
| ------------------ | ------------------------- | ------ | --------- | -------- | ----------------------------------------------------------------------- |
| BSG Motor Rathenow |                           |        |           |          |                                                                         |
| 1968/69            | Bezirksliga Potsdam       | III    | 12        | --       |                                                                         |
| 1969/70            | Bezirksliga Potsdam       | III    | 11        | --       |                                                                         |
| 1970/71            | Bezirksliga Potsdam       | III    | 7         | --       |                                                                         |
| 1971/72            | Bezirksliga Potsdam       | III    | 10        | --       |                                                                         |
| 1972/73            | Bezirksliga Potsdam       | III    | 5         | --       |                                                                         |
| 1973/74            | Bezirksliga Potsdam       | III    | 2         | --       |                                                                         |
| 1974/75            | Bezirksliga Potsdam-Noord | III    | 4         | --       |                                                                         |
| 1975/76            | Bezirksliga Potsdam-Noord | III    | 8         | --       |                                                                         |
| 1976/77            | Bezirksliga Potsdam-Noord | III    | 2         | --       |                                                                         |
| 1977/78            | Bezirksliga Potsdam-Noord | III    | 4         | --       |                                                                         |
| 1978/79            | Bezirksliga Potsdam-Noord | III    | 8         | 1e ronde | < TSV Chemie Premnitz: 1-4                                              |
| 1979/80            | Bezirksliga Potsdam-Noord | III    | 4         | --       |                                                                         |
| 1980/81            | Bezirksliga Potsdam-Noord | III    | 8         | --       |                                                                         |
| 1981/82            | Bezirksliga Potsdam-Noord | III    | 9         | --       |                                                                         |
| 1982/83            | Bezirksliga Potsdam-Noord | III    | 11        | --       |                                                                         |
| 1983/84            | Bezirksliga Potsdam-Süd   | III    | 8         | --       |                                                                         |
| 1984/85            | Bezirksklasse Potsdam     | IV     | ?         |          |                                                                         |
| 1985/86            | Bezirksklasse Potsdam     | IV     | ?         | --       |                                                                         |
| 1986/87            | Bezirksklasse Potsdam     | IV     | 1         | --       |                                                                         |
| 1987/88            | Bezirksliga Potsdam       | III    | 13        | --       |                                                                         |
| 1988/89            | Bezirksliga Potsdam       | III    | 7         | --       |                                                                         |
| 1989/90            | Bezirksliga Potsdam       | III    | 3         | --       |                                                                         |
| FSV Optik Rathenow |                           | III    |           |          |                                                                         |
| 1990/91            | Landesliga Brandenburg    | III    | 3         | 2e ronde | < FC Anhalt Dessau: 0-1                                                 |
| 1991/92            | Landesliga Brandenburg    | IV     | 1         | --       | invoering Oberliga                                                      |
| 1992/93            | Oberliga Nordost#Nord     | III    | 11        | --       |                                                                         |
| 1993/94            | Oberliga Nordost#Nord     | III    | 7         | --       |                                                                         |
| 1994/95            | Regionalliga Nordost      | III    | 14        | --       |                                                                         |
| 1995/96            | Regionalliga Nordost      | III    | 18        | --       |                                                                         |
| 1996/97            | Oberliga Nordost#Nord     | IV     | 7         | --       |                                                                         |
| 1997/98            | Oberliga Nordost#Nord     | IV     | 12        | --       | play-off om eventuele degradatieplaats > SV JENAer Glaswerk: 3-0 / 1-2  |
| 1998/99            | Oberliga Nordost#Nord     | IV     | 13        | --       |                                                                         |
| 1999/00            | Oberliga Nordost#Nord     | IV     | 8         | --       |                                                                         |
| 2000/01            | Oberliga Nordost#Nord     | IV     | 10        | --       |                                                                         |
| 2001/02            | Oberliga Nordost#Nord     | IV     | 14        | --       | degradatie play off > VfB 01 Chemnitz: 1-2 / 1-0                        |
| 2002/03            | Oberliga Nordost#Nord     | IV     | 14        | --       |                                                                         |
| 2003/04            | Oberliga Nordost#Nord     | IV     | 12        | --       | finalist Landespokal > SV Germania 90 Schöneiche: 0-1 n.v.              |
| 2004/05            | Oberliga Nordost#Nord     | IV     | 14        | --       |                                                                         |
| 2005/06            | Verbandsliga Brandenburg  | V      | 3         | --       |                                                                         |
| 2006/07            | Verbandsliga Brandenburg  | V      | 1         | --       |                                                                         |
| 2007/08            | Oberliga Nordost#Nord     | IV     | 7         | --       |                                                                         |
| 2008/09            | Oberliga Nordost#Nord     | V      | 3         | --       | invoering 3. Liga                                                       |
| 2009/10            | Oberliga Nordost#Nord     | V      | 7         | --       |                                                                         |
| 2010/11            | Oberliga Nordost#Nord     | V      | 6         | --       |                                                                         |
| 2011/12            | Oberliga Nordost#Nord     | V      | 3         | --       |                                                                         |
| 2012/13            | Regionalliga Nordost      | IV     | 11        | --       | winnaar Landespokal > SV Altlüdersdorf: 1-1 (4-3 n.s.)                  |
| 2013/14            | Regionalliga Nordost      | IV     | 16        | 1e ronde | < FSV Frankfurt: 1-3 n.v. ; winnaar Landespokal > SV Babelsberg 03: 3-1 |
| 2014/15            | Oberliga Nordost#Nord     | V      | 1         | 1e ronde | < FC St. Pauli: 1-3                                                     |
| 2015/16            | Regionalliga Nordost      | IV     | 18        | --       |                                                                         |
| 2016/17            | Oberliga Nordost#Nord     | V      | 2         | --       | promotie play-off > VfB Germania Halberstadt: 3-3 / 1-3                 |
| 2017/18            | Oberliga Nordost#Nord     | V      | 1         | --       |                                                                         |
| 2018/19            | Regionalliga Nordost      | IV     | 17        | --       | finalist Landespokal > Energie Cottbus: 0-1                             |
| 2019/20            | Regionalliga Nordost      | IV     | 14        | --       | competitie afgebroken i.v.m. coronapandemie                             |
| 2020/21            | Regionalliga Nordost      | IV     | 19        | --       | competitie afgebroken i.v.m. coronapandemie                             |
| 2021/22            | Regionalliga Nordost      | IV     | 18        | --       |                                                                         |
| 2022/23            | Oberliga Nordost#Nord     | V      | 13        | --       |                                                                         |
| 2023/24            | Oberliga Nordost#Nord     | V      | 10        | --       |                                                                         |
| 2024/25            | Oberliga Nordost#Nord     | V      | 13        | --       | Ligatopscorer: Jamal Mantatu Rogero (21)                                |
| 2025/26            | Oberliga Nordost#Nord     | V      | .         | --       |                                                                         |